# Selección masculina de hockey sobre hierba de Australia
La selección masculina de hockey sobre hierba de Australia (apodado los Kookaburras) es uno de los equipos deportivos de alto nivel más exitosos del país. Es el único equipo australiano de cualquier deporte que ha recibido medallas en seis Juegos Olímpicos de Verano consecutivos (1992-2012). Los Kookaburras quedaron entre los cuatro primeros en todos los Juegos Olímpicos entre 1980 y 2012; en 2016, los Kookaburras quedaron sextas. También ganaron la Copa del Mundo de Hockey en 1986, 2010 y 2014.
La incapacidad de los Kookaburras para ganar una medalla de oro olímpica a pesar de su perenne competitividad, llevó a muchos en la comunidad australiana de hockey a hablar de una "maldición" que aquejaba al equipo, finalmente rota en 2004 con la victoria en Atenas. Sin embargo, los Kookaburras siguieron sin ganar la medalla de oro tras las derrotas sufridas en los Juegos Olímpicos posteriores, incluida la derrota ante Bélgica en el partido por la medalla de oro de los Juegos Olímpicos de Tokio 2020, en los que obtuvieron la medalla de plata.

## Jugadores

### Última convocatoria
Los siguientes 18 jugadores fueron nombrados en el equipo de las Kookaburras para la Copa Mundial de la FIH 2023 en Bhubaneswar y Rourkela.
| No. | Pos. | Jugador         | Fecha de nacimiento (edad) | Apa. | Goles | Club                |
| --- | ---- | --------------- | -------------------------- | ---- | ----- | ------------------- |
| 8   |      | Johan Durst     | 18 de marzo de 1991        | 14   | 0     | HC Melbourne        |
| 30  |      | Andrew Charter  | 30 de marzo de 1987        | 212  | 0     | Canberra Chill      |
|     |      |                 |                            |      |       |                     |
| 4   |      | Jake Harvie     | 5 de marzo de 1998         | 94   | 4     | Perth Thundersticks |
| 6   |      | Matthew Dawson  | 1994 de abril del 27       | 173  | 13    | NSW Pride           |
| 10  |      | Joshua Beltz    | 24 de abril de 1995        | 76   | 4     | Tassie Tigers       |
| 16  |      | Timothy Howard  | 1996 de junio del 23       | 97   | 1     | Brisbane Blaze      |
| 32  |      | Jeremy Hayward  | 3 de marzo de 1993         | 194  | 91    | Tassie Tigers       |
|     |      |                 |                            |      |       |                     |
| 1   |      | Lachlan Sharp   | 2 de julio de 1997         | 63   | 14    | NSW Pride           |
| 2   |      | Thomas Craig    | 3 de septiembre de 1995    | 105  | 32    | NSW Pride           |
| 11  |      | Edward Ockenden | 1987 de abril del 03       | 402  | 72    | Tassie Tigers       |
| 12  |      | Jacob Whetton   | 15 de junio de 1991        | 239  | 71    | Brisbane Blaze      |
| 17  |      | Aran Zalewski   | 1991 de marzo del 21       | 222  | 32    | Perth Thundersticks |
| 22  |      | Flynn Ogilvie   | 17 de septiembre de 1993   | 143  | 25    | NSW Pride           |
| 23  |      | Daniel Beale    | 12 de febrero de 1993      | 213  | 31    | Brisbane Blaze      |
|     |      |                 |                            |      |       |                     |
| 5   |      | Thomas Wickham  | 26 de mayo de 1990         | 85   | 43    | Perth Thundersticks |
| 7   |      | Nathan Ephraums | 9 de junio de 1999         | 31   | 21    | HC Melbourne        |
| 13  |      | Blake Govers    | 6 de julio de 1996         | 131  | 121   | NSW Pride           |
| 29  |      | Timothy Brand   | 29 de noviembre de 1998    | 66   | 26    | NSW Pride           |

## Resultados

### Juegos Olímpicos
- Melbourne 1956: 5.º
- Roma 1960: 6.º
- Tokio 1964: Bronce
- México 1968: Plata
- Múnich 1972: 5.º
- Montreal 1976: Plata
- Los Ángeles 1984: 4.º
- Seúl 1988: 4.º
- Barcelona 1992: Plata
- Atlanta 1996: Bronce
- Sídney 2000: Bronce
- Atenas 2004: Oro
- Pekín 2008: Bronce
- Londres 2012: Bronce
- Río de Janeiro 2016: 6.º
- Tokio 2020: Plata

### Campeonato Mundial
- Barcelona 1971: 8.º
- Ámsterdam 1973: No compitió.
- Kuala Lumpur 1975: 5.º
- Buenos Aires 1978: Bronce
- Bombay 1982: Bronce
- Londres 1986: Oro
- Lahore 1990: Bronce
- Sídney 1994: Bronce
- Utrecht 1998: 4.º
- Kuala Lumpur 2002: Plata
- Mönchengladbach 2006: Plata
- Nueva Delhi 2010: Oro
- La Haya 2014: Oro
- Bhubaneswar 2018: Bronce

### Liga Mundial
- 2012/13: 4.º
- 2014/15: 1.º
- 2016/17: 1.º

### Hockey Pro League
- 2019:  1.º
- 2020/21:  2.º
- 2021/22: —
- 2022/23: 7.º
- 2023/24:  1.º
- 2024/25: 5.º

### Champions Trophy
- Lahore 1978: Plata
- Karachi 1980: Bronce
- Karachi 1981: Plata
- Amstelveen 1982: Plata
- Karachi 1983: Oro
- Karachi 1984: Oro
- Perth 1985: Oro
- Karachi 1986: Plata
- Amstelveen 1987: Bronce
- Lahore 1988: Bronce
- Berlín 1989: Oro
- Melbourne 1990: Oro
- Berlín 1991: 4.º
- Karachi 1992: Plata
- Kuala Lumpur 1993: Oro
- Lahore 1994: 4.º
- Berlín 1995: Plata
- Madras 1996: 6.º
- Adelaide 1997: Plata
- Lahore 1998: Bronce
- Brisbane 1999: Oro
- Amstelveen 2000: 5.º
- Róterdam 2001: Plata
- Colonia 2002: 5.º
- Amstelveen 2003: Plata
- Lahore 2004: No compitió.
- Chennai 2005: Oro
- Terrassa 2006: 4.º
- Kuala Lumpur 2007: Plata
- Róterdam 2008: Oro
- Melbourne 2009: Oro
- Mönchengladbach 2010: Oro
- Auckland 2011: Oro
- Melbourne 2012: Oro
- Bhubaneswar 2014: Bronce
- Londres 2016: Oro
- Breda 2018: Oro

### Juegos de la Mancomunidad
- Kuala Lumpur 1998: Oro
- Manchester 2002: Oro
- Melbourne 2006: Oro
- Delhi 2010: Oro
- Glasgow 2014: Oro
- Gold Coast 2010: Oro